# Kalchreuth
Kalchreuth est une commune allemande de Moyenne-Franconie située dans l'arrondissement d'Erlangen-Höchstadt en Bavière.

## Géographie

### Situation géographique
Le village est situé à une dizaine de kilomètres de Nuremberg et d'Erlangen. Il est parfois surnommé Kirschbäume, le village des cerises en raison du grand nombre de cerisiers dans la commune. Kalchreuth est localisée au sommet d'une crête, dans le prolongement du Jura noir, qui donne à la Franconie sa topographie vallonnée.
La forêt située à l'ouest et au sud constitue une zone d'excursion très appréciée des randonneurs de la région.
Kalchreuth doit son nom à ses origines et à sa situation géographique, au préfixe Kal étant issu de Calice qui signifie chaux en référence à la nature du substrat sur lequel est assise la commune, et au suffixe Reuth (littéralement arrachage) qui fait référence à la clairière au milieu de la forêt sur laquelle la commune s'est installée.   
Le point de vue panoramique qu'elle offre sur les environs, et sa proximité avec Nuremberg en fait une destination très fréquentée en été, notamment grâce à ses nombreux restaurants.

### Communes voisines
Les communes voisines de Kalchreuth sont : Dormitz, Kleinsendelbach, Eckental, Heroldsberg

### Districts
La commune de Kalchreuth est formée de plusieurs hameaux, parmi lesquels Kalchreuth village, Röckenhof (depuis la réforme de 1978), Käswasser ainsi que les hameaux de Stettenberg,Minderleinsmühle et Gabermühle. Wolsfelden n'est plus intégré à la commune depuis 1900.

## Politique
(octobre 2015).